# Cindi Katz
Pour les articles homonymes, voir Katz.
Cindi Katz, née en 1954 à New York, est une géographe et professeure de psychologie environnementale, de sciences de la terre et de l'environnement, d'études américaines et d'études féministes au CUNY Graduate Center. Elle est reconnue pour son approche féministe marxiste et pour ses travaux en géographie féministe, études des enfants, écologie politique et épistémologie.

## Biographie et formation
Cindi Katz naît dans le Bronx à New York. Sa famille déménage ensuite dans le Comté de Westchester, dans la banlieue de Larchmont sur le Long Island Sound.
Durant ses études secondaires elle est membre du New York Women’s Health and Abortion Project.
En 1971, Cindi Katz entre à l'université Clark où elle étudie d'abord pour devenir médecin. Elle découvre ensuite la géographie et obtient dans cette même université un bachelor’s degree en géographie en 1975, un master’s degree en 1979 et un doctorat en 1986.

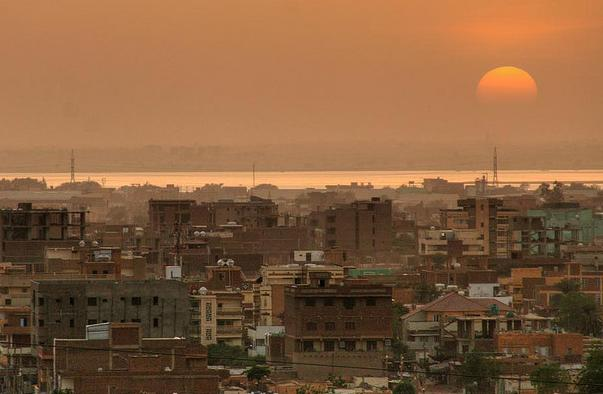
Khartoum est le terrain de la thèse de Cindi Katz.

En 1979 elle est lectrice à Khartoum au Soudan où elle fait un travail de terrain de 1980 à 1981 sur lequel repose ensuite sa thèse de doctorat.

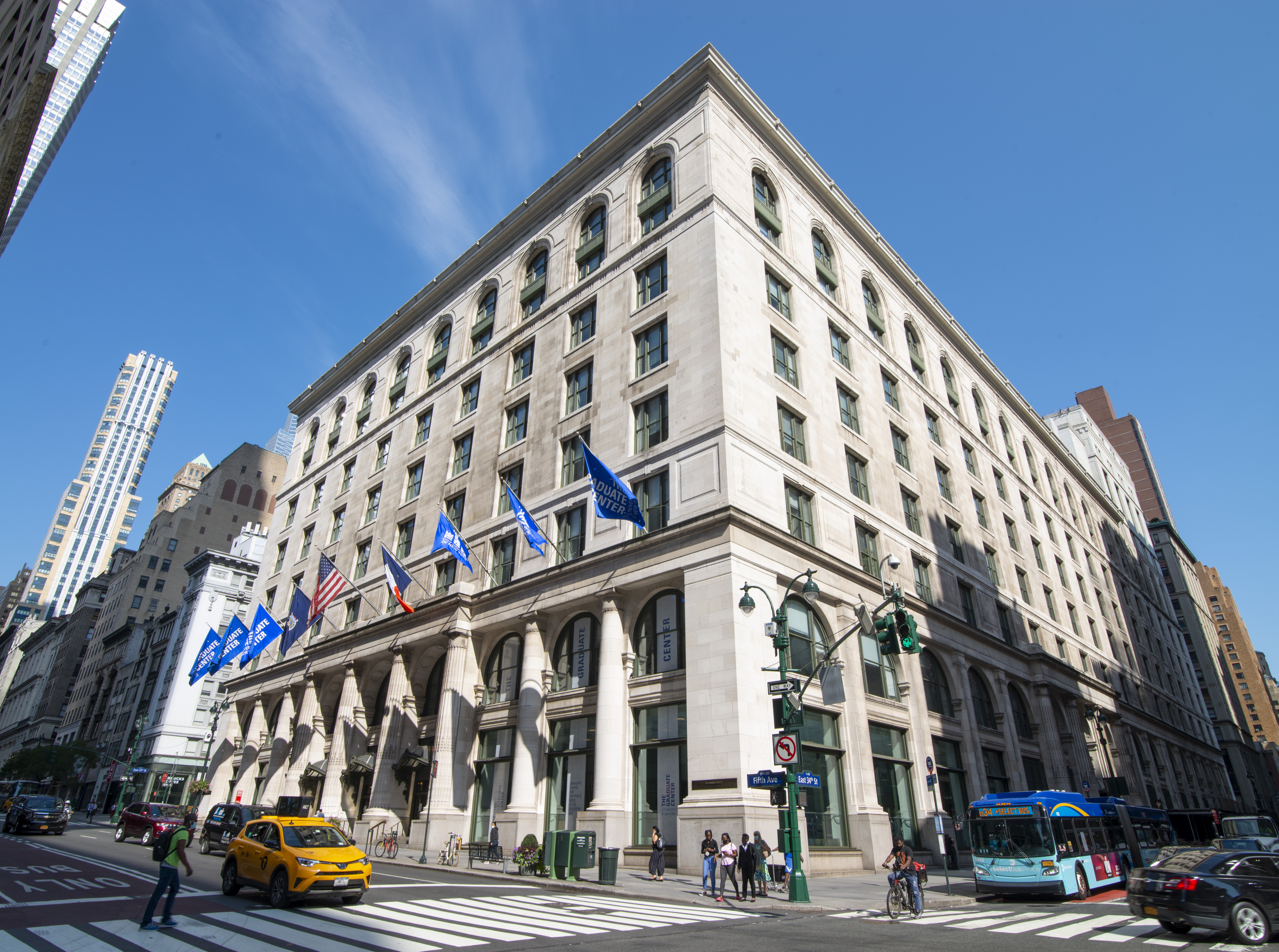
CUNY Graduate Center où enseigne Cindi Katz.

Cindi Katz commence sa carrière au CUNY Graduate Center en 1987 et y est nommée professeure associée en 1994 puis professeure en 1998.

## Travaux
Les travaux de Cindi Katz s'inscrivent notamment dans les champs de la géographie féministe, de la théorie féministe marxiste, des géographies des enfants, de l'écologie politique et de l'épistémologie.
Son travail porte sur la reproduction sociale et la production de l'espace et de la nature, mais aussi sur les enfants et l'environnement, sur les conséquences de la restructuration économique mondiale sur la vie quotidienne, sur la privatisation de l'environnement public, l'entrelacement de la mémoire et de l'histoire dans l'imaginaire géographique, et les spatialités entrelacées de la sécurité nationale et privée. Elle est connue pour ses travaux sur la reproduction sociale et la vie quotidienne, ses recherches sur les géographies des enfants, son intervention sur la « théorie mineure », et la notion de contre-topographie, qui est un moyen de reconnaître les spécificités historiques et géographiques de lieux particuliers tout en inférant leurs connexions analytiques à des pratiques sociales matérielles spécifiques,.

### Études sur les enfants

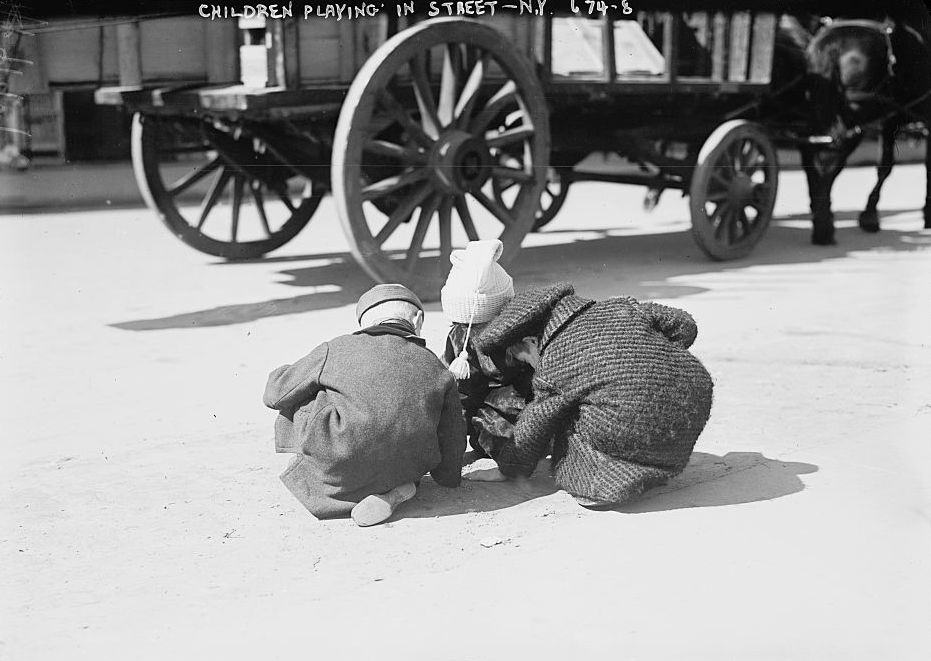
Cindi Katz étudie la géographie des enfants américains.

Cindi Katz commence à travailler sur les géographies des enfants américains, l'enfance et la parentalité en 2003-2004.

### Approche féministe marxiste et critiques du capitalisme
Cindi Katz a montré comment l'accumulation capitaliste dépend fortement du travail peu ou non rémunéré des femmes. Elle a aussi démontré les conséquences inégales du point de vue des femmes, des enfants et des communautés marginalisées qui supportent la reproduction sociale alors même que leurs vies et modes de vie deviennent de plus en plus précaires.

### Analyse du terrain
Cindi Katz fait partie des géographes féministes, avec notamment Gillian Rose, qui ont souligné l'intérêt de questionner le terrain en géographie. D'après Robin Larsimont, elle « considèr[e] que le chercheur, au cours des déplacements dans sa pratique, se situe dans des “espaces intermédiaires”. C’est-à-dire qu’il n’est ni totalement dans la zone d’étude ni totalement en dehors, et que la construction de sa connaissance est un processus social imbriqué dans des réseaux de relations de pouvoir (Katz, 1994) ». Par ailleurs, pour Cindi Katz, toujours selon lui, la suspicion qui peut porter sur les chercheurs et chercheuses de terrain « implique de se pencher sur certains choix stratégiques dans sa pratique de terrain et sur l’impact que ceux-ci peuvent avoir sur le contenu de la recherche ».

### Concept de «contre-topographie»
Le concept de « contre-topographie » développé par Cindi Katz s'appuie sur la théorie des savoirs situés de Donna Haraway. Il se rapporte à son propre projet de production de la connaissance et décrit ses stratégies analytiques personnelles en tant que géographe.

## Activités administratives et participation à des groupes et instituts de recherches
Cindi Katz est membre du Children's Environmental Research Group au Center for Human Environments du CUNY Graduate Center et siège aux conseils consultatifs des programmes de certificat d'études américaines et d'études sur les femmes et le genre au CUNY Graduate Center. Elle est membre du Solidarity Board of Community Voices Heard à New York. Depuis 2016, elle est codirectrice du Futures of American Studies Institute au Dartmouth College, où elle est membre du corps professoral depuis 2003.

## Activités éditoriales
Cindi Katz est co-éditrice de la revue scientifique Women's Studies Quarterly (en) avec Nancy K. Miller (en) de 2004 à 2008. Cette revue existe depuis 1972 et porte sur les perspectives de recherche émergentes sur les femmes, le genre et la sexualité.
Elle est éditrice de Children's Environments Quarterly, première éditrice de la section de recension de la revue scientifique Gender, Place, and Culture et éditrice fondatrice du Journal of Social and Cultural Geography[réf. nécessaire].
Cindi Katz fait notamment partie des comités de rédaction de treize revues scientifiques internationales, dont Social Text, Annals of the Association of American Geographers, Antipode, Capitalism, Nature, Socialism, Professional Geographer, Environment and Planning D: Society and Space, et Children's Geographies[réf. nécessaire].

## Distinctions
- Bourse de thèse de la National Science Foundation et de l'American Association of University Women[réf. nécessaire].
- Bourse postdoctorale en psychologie environnementale au CUNY Graduate Center de l'Institut national de la santé mentale[réf. nécessaire].
- 2003-2004 : membre du Radcliffe Institute for Advanced Study de l'université de Harvard, où elle a mené des recherches sur l'enfance américaine en tant que spectacle[9],[1].
- 2004 : Meridian Book Award de l'Association of American Geographers pour le livre Growing Up Global: Economic Restructuring and Children's Everyday Lives[10],[11].
- 2007 : prix Phoenix du Conseil des éditeurs de revues savantes (CELJ) pour les réussites éditoriales et de design les plus importantes avec Nancy K. Miller pour la revue Women's Studies Quarterly[12]. Ce prix est décerné à la revue qui s'est le plus améliorée et qui a lancé un effort global de revitalisation ou de transformation au cours des trois années précédentes[13].
- 2011-2012 : professeure invitée « Diane Middlebrook et Carl Djerassi » en études de genre à l'université de Cambridge[14]
- 2012 : Helen Cam Visiting Fellow au Girton College[15]
- 2015 : prix commémoratif James Blaut pour l'érudition, l'enseignement et l'activisme en faveur de la justice sociale du groupe de spécialité de Socialist and Critical Geography Specialty Group, Association of American Geographers[16].
- 2021 : Distinguished Scholarship Honors de l'American Association of Geographers[4],[17], pour ses travaux pionniers dans les champs de la géographie féministe, de la théorie féministe marxiste, les géographies des enfants, de l'écologie politique et d'épistémologie[2].

## Principales publications

### Ouvrages
- (en) Cindi Katz et Janice Monk, Full circles : geographies of women over the life course, Routledge, 1993 (ISBN 0-415-07552-1, 978-0-415-07552-7 et 0-415-07562-9, OCLC 26055270, lire en ligne)
- (en) Cindi Katz, Growing Up Global: Economic Restructuring and Children's Everyday Lives, U of Minnesota Press, 2004 (ISBN 978-0-8166-4209-0, lire en ligne)
- (en) Katharyne Mitchell, Sallie A. Marston et Cindi Katz, Life's work : geographies of social reproduction, Blackwell, 2004. ; (ISBN 1-4051-1134-8 et 978-1-4051-1134-8, OCLC 56526668, lire en ligne)
- (en) Jen Jack Gieseking, William Mangold, Cindi Katz et Setha M. Low, The people, place, and space reader, 2014 (ISBN 978-0-415-66496-7, 0-415-66496-9 et 978-0-415-66497-4, OCLC 754734052, lire en ligne)

### Articles et chapitres
- (en) Cindi Katz, « All the World is Staged: Intellectuals and the Projects of Ethnography », Environment and Planning D: Society and Space, vol. 10, no 5,‎ octobre 1992, p. 495–510 (ISSN 0263-7758 et 1472-3433, DOI 10.1068/d100495, lire en ligne, consulté le 17 septembre 2022)
- (en) Cindi Katz, « Playing the Field: Questions of Fieldwork in Geography », The Professional Geographer, vol. 46, no 1,‎ 1er février 1994, p. 67–72 (ISSN 0033-0124, DOI 10.1111/j.0033-0124.1994.00067.x, lire en ligne, consulté le 17 septembre 2022)
- (en) Cindi Katz, « Towards Minor Theory », Environment and Planning D: Society and Space, vol. 14, no 4,‎ août 1996, p. 487–499 (ISSN 0263-7758 et 1472-3433, DOI 10.1068/d140487, lire en ligne, consulté le 17 septembre 2022)
- (en) Cindi Katz, « Whose nature, whose culture? », dans Bruce Braun et Noel Castree, Remaking Reality : Nature at the Millenium, 1998 (DOI 10.4324/9780203983966-12/whose-nature-whose-culture, lire en ligne)
- (en) Cindi Katz, « On the Grounds of Globalization: A Topography for Feminist Political Engagement », Signs: Journal of Women in Culture and Society, vol. 26, no 4,‎ 1er juillet 2001, p. 1213–1234 (ISSN 0097-9740, DOI 10.1086/495653, lire en ligne, consulté le 17 septembre 2022)
- (en) Cindi Katz, « Vagabond Capitalism and the Necessity of Social Reproduction », Antipode, vol. 33, no 4,‎ septembre 2001, p. 709–728 (ISSN 0066-4812 et 1467-8330, DOI 10.1111/1467-8330.00207, lire en ligne, consulté le 17 septembre 2022)
- (en) Neil Smith et Cindi Katz, « Grounding metaphor. Towards a spatialized politics », dans Michael Keith et Steve Pile, Place and the Politics of Identity, Routledge, 23 novembre 2004 (ISBN 978-1-134-87742-3, lire en ligne)